# Petit Le Mans 2012
Navigation
Édition précédente Édition suivante
La 15e édition du Petit Le Mans se déroule le 20 octobre 2012.
La course compte pour les American Le Mans Series 2012 et les European Le Mans Series 2012 et constitue l'ultime manche des deux championnats.

## Résultats
Voici le classement officiel au terme de la course.
- Les vainqueurs de chaque catégorie sont signalés par un fond jauni.
- Pour la colonne Pneus, il faut passer le curseur au-dessus du modèle pour connaître le manufacturier de pneumatiques.

| Pos    | Cat                  | n°  | Equipe                     | Pilotes                                                  | Châssis                                    | Pneus | Tours |
| Pos    | Cat                  | n°  | Equipe                     | Pilotes                                                  | Moteur                                     | Pneus | Tours |
| ------ | -------------------- | --- | -------------------------- | -------------------------------------------------------- | ------------------------------------------ | ----- | ----- |
| 1      | LMP1                 | 12  | Rebellion Racing           | Neel Jani Nicolas Prost Andrea Belicchi                  | Lola B12/60                                | M     | 394   |
| 1      | LMP1                 | 12  | Rebellion Racing           | Neel Jani Nicolas Prost Andrea Belicchi                  | Toyota RV8KLM 3.4L V8                      | M     | 394   |
| 2      | P2                   | 95  | Level 5 Motorsports        | Scott Tucker Christophe Bouchut Luis Díaz                | HPD ARX-03b                                | D     | 391   |
| 2      | P2                   | 95  | Level 5 Motorsports        | Scott Tucker Christophe Bouchut Luis Díaz                | Honda HR28TT 2.8L V6 Turbo                 | D     | 391   |
| 3      | P2                   | 055 | Level 5 Motorsports        | Scott Tucker Dario Franchitti Marino Franchitti          | HPD ARX-03b                                | D     | 390   |
| 3      | P2                   | 055 | Level 5 Motorsports        | Scott Tucker Dario Franchitti Marino Franchitti          | Honda HR28TT 2.8L V6 Turbo                 | D     | 390   |
| 4      | LMP2                 | 46  | Thiriet by TDS Racing      | Pierre Thiriet Christophe Tinseau Mathias Beche          | Oreca 03                                   | D     | 390   |
| 4      | LMP2                 | 46  | Thiriet by TDS Racing      | Pierre Thiriet Christophe Tinseau Mathias Beche          | Nissan VK45DE 4.5L V8                      | D     | 390   |
| 5      |                      | 0   | DeltaWing Nissan           | Gunnar Jeannette Lucas Ordóñez                           | DeltaWing                                  | M     | 388   |
| 5      | Nissan 1.6L I4 Turbo | 0   | DeltaWing Nissan           | Gunnar Jeannette Lucas Ordóñez                           |                                            | M     | 388   |
| 6      | PC                   | 06  | CORE Autosport             | Alex Popow Ryan Dalziel Mark Wilkins (en)                | Oreca FLM09                                | M     | 385   |
| 6      | PC                   | 06  | CORE Autosport             | Alex Popow Ryan Dalziel Mark Wilkins (en)                | Chevrolet LS3 6.2 L V8                     | M     | 385   |
| 7      | LMP2                 | 35  | OAK Racing                 | Jacques Nicolet Olivier Pla Bertrand Baguette            | Morgan LMP2                                | D     | 383   |
| 7      | LMP2                 | 35  | OAK Racing                 | Jacques Nicolet Olivier Pla Bertrand Baguette            | Nissan VK45DE 4.5L V8                      | D     | 383   |
| 8      | PC                   | 9   | RSR Racing                 | Bruno Junqueira Tomy Drissi Ricardo Vera                 | Oreca FLM09                                | M     | 383   |
| 8      | PC                   | 9   | RSR Racing                 | Bruno Junqueira Tomy Drissi Ricardo Vera                 | Chevrolet LS3 6.2 L V8                     | M     | 383   |
| 9      | PC                   | 52  | PR1/Mathiasen Motorsports  | Rudy Junco, Jr. Ken Dobson Elton Julian                  | Oreca FLM09                                | M     | 382   |
| 9      | PC                   | 52  | PR1/Mathiasen Motorsports  | Rudy Junco, Jr. Ken Dobson Elton Julian                  | Chevrolet LS3 6.2 L V8                     | M     | 382   |
| 10     | PC                   | 05  | CORE Autosport             | Colin Braun Jon Bennett Ricardo González                 | Oreca FLM09                                | M     | 381   |
| 10     | PC                   | 05  | CORE Autosport             | Colin Braun Jon Bennett Ricardo González                 | Chevrolet LS3 6.2 L V8                     | M     | 381   |
| 11     | PC                   | 8   | Merchant Services Racing   | Kyle Marcelli Matt Downs Chapman Ducote                  | Oreca FLM09                                | M     | 376   |
| 11     | PC                   | 8   | Merchant Services Racing   | Kyle Marcelli Matt Downs Chapman Ducote                  | Chevrolet LS3 6.2 L V8                     | M     | 376   |
| 12     | GT                   | 01  | Extreme Speed Motorsports  | Scott Sharp Johannes van Overbeek Toni Vilander          | Ferrari 458 Italia GT2                     | M     | 375   |
| 12     | GT                   | 01  | Extreme Speed Motorsports  | Scott Sharp Johannes van Overbeek Toni Vilander          | Ferrari 4.5L V8                            | M     | 375   |
| 13     | GT                   | 3   | Corvette Racing            | Jan Magnussen Antonio García Jordan Taylor               | Chevrolet Corvette C6.R                    | M     | 375   |
| 13     | GT                   | 3   | Corvette Racing            | Jan Magnussen Antonio García Jordan Taylor               | Chevrolet 5.5L V8                          | M     | 375   |
| 14     | GT                   | 55  | BMW Team RLL               | Bill Auberlen Jörg Müller Jonathan Summerton             | BMW M3 GT2 (E92)                           | D     | 374   |
| 14     | GT                   | 55  | BMW Team RLL               | Bill Auberlen Jörg Müller Jonathan Summerton             | BMW 4.0L V8                                | D     | 374   |
| 15     | GT                   | 56  | BMW Team RLL               | Dirk Müller Uwe Alzen Jonathan Summerton                 | BMW M3 GT2 (E92)                           | D     | 373   |
| 15     | GT                   | 56  | BMW Team RLL               | Dirk Müller Uwe Alzen Jonathan Summerton                 | BMW 4.0L V8                                | D     | 373   |
| 16     | GT                   | 45  | Flying Lizard Motorsports  | Patrick Long Jörg Bergmeister Patrick Pilet              | Porsche 911 GT3 RSR                        | M     | 373   |
| 16     | GT                   | 45  | Flying Lizard Motorsports  | Patrick Long Jörg Bergmeister Patrick Pilet              | Porsche 4.0L Flat-6                        | M     | 373   |
| 17     | GT                   | 17  | Team Falken Tire (en)      | Bryan Sellers Wolf Henzler Martin Ragginger (de)         | Porsche 911 GT3 RSR                        | F     | 372   |
| 17     | GT                   | 17  | Team Falken Tire (en)      | Bryan Sellers Wolf Henzler Martin Ragginger (de)         | Porsche 4.0L Flat-6                        | F     | 372   |
| 18     | PC                   | 25  | Dempsey Racing (en)        | Duncan Ende (en) Henri Richard Ryan Lewis                | Oreca FLM09                                | M     | 372   |
| 18     | PC                   | 25  | Dempsey Racing (en)        | Duncan Ende (en) Henri Richard Ryan Lewis                | Chevrolet LS3 6.2 L V8                     | M     | 372   |
| 19     | GT                   | 44  | Flying Lizard Motorsports  | Seth Neiman Marco Holzer Nick Tandy                      | Porsche 911 GT3 RSR                        | M     | 369   |
| 19     | GT                   | 44  | Flying Lizard Motorsports  | Seth Neiman Marco Holzer Nick Tandy                      | Porsche 4.0L Flat-6                        | M     | 369   |
| 20     | GT                   | 91  | SRT Motorsports            | Kuno Wittmer Dominik Farnbacher Ryan Hunter-Reay         | SRT Viper GTS-R                            | M     | 369   |
| 20     | GT                   | 91  | SRT Motorsports            | Kuno Wittmer Dominik Farnbacher Ryan Hunter-Reay         | SRT 8.0L V10                               | M     | 369   |
| 21     | GT                   | 02  | Extreme Speed Motorsports  | Ed Brown Guy Cosmo Anthony Lazzaro                       | Ferrari 458 Italia GT2                     | M     | 368   |
| 21     | GT                   | 02  | Extreme Speed Motorsports  | Ed Brown Guy Cosmo Anthony Lazzaro                       | Ferrari 4.5L V8                            | M     | 368   |
| 22     | GT                   | 48  | Paul Miller Racing         | Bryce Miller Sascha Maassen Richard Lietz                | Porsche 911 GT3 RSR                        | D     | 367   |
| 22     | GT                   | 48  | Paul Miller Racing         | Bryce Miller Sascha Maassen Richard Lietz                | Porsche 4.0L Flat-6                        | D     | 367   |
| 23     | GTE Am               | 67  | IMSA Performance Matmut    | Anthony Pons Nicolas Armindo Raymond Narac               | Porsche 911 GT3 RSR                        | M     | 363   |
| 23     | GTE Am               | 67  | IMSA Performance Matmut    | Anthony Pons Nicolas Armindo Raymond Narac               | Porsche 4.0L Flat-6                        | M     | 363   |
| 24     | GT                   | 23  | Lotus Alex Job Racing      | Townsend Bell Bill Sweedler Johnny Mowlem                | Lotus Evora GTE                            | Y     | 360   |
| 24     | GT                   | 23  | Lotus Alex Job Racing      | Townsend Bell Bill Sweedler Johnny Mowlem                | Toyota-Cosworth 3.5L V6                    | Y     | 360   |
| 25     | GTC                  | 30  | NGT Motorsport             | Henrique Cisneros Mario Farnbacher Jakub Giermaziak (en) | Porsche 911 GT3 Cup                        | Y     | 356   |
| 25     | GTC                  | 30  | NGT Motorsport             | Henrique Cisneros Mario Farnbacher Jakub Giermaziak (en) | Porsche 4.0L Flat-6                        | Y     | 356   |
| 26     | GTC                  | 66  | TRG                        | Emilio Di Guida Spencer Pumpelly Nelson Canache          | Porsche 911 GT3 Cup                        | Y     | 351   |
| 26     | GTC                  | 66  | TRG                        | Emilio Di Guida Spencer Pumpelly Nelson Canache          | Porsche 4.0L Flat-6                        | Y     | 351   |
| 27     | GTC                  | 68  | TRG                        | Emmanuel Collard Mike Hedlund Manuel Gutierrez, Jr.      | Porsche 911 GT3 Cup                        | Y     | 351   |
| 27     | GTC                  | 68  | TRG                        | Emmanuel Collard Mike Hedlund Manuel Gutierrez, Jr.      | Porsche 4.0L Flat-6                        | Y     | 351   |
| 28     | GTC                  | 11  | JDX Racing                 | Chris Cumming Michael Valiante Sean Johnston             | Porsche 911 GT3 Cup                        | Y     | 351   |
| 28     | GTC                  | 11  | JDX Racing                 | Chris Cumming Michael Valiante Sean Johnston             | Porsche 4.0L Flat-6                        | Y     | 351   |
| 29 ABD | GTC                  | 22  | Alex Job Racing            | Leh Keen Cooper MacNeil Dion von Moltke                  | Porsche 911 GT3 Cup                        | Y     | 349   |
| 29 ABD | GTC                  | 22  | Alex Job Racing            | Leh Keen Cooper MacNeil Dion von Moltke                  | Porsche 4.0L Flat-6                        | Y     | 349   |
| 30     | GT                   | 4   | Corvette Racing            | Oliver Gavin Richard Westbrook Tommy Milner              | Chevrolet Corvette C6.R                    | M     | 348   |
| 30     | GT                   | 4   | Corvette Racing            | Oliver Gavin Richard Westbrook Tommy Milner              | Chevrolet 5.5L V8                          | M     | 348   |
| 31     | P1                   | 16  | Dyson Racing Team          | Chris Dyson Guy Smith Steven Kane                        | Lola B12/60                                | D     | 338   |
| 31     | P1                   | 16  | Dyson Racing Team          | Chris Dyson Guy Smith Steven Kane                        | Mazda MZR-R 2.0L I4 Turbo (Hybrid Butanol) | D     | 338   |
| 32     | LMP2                 | 1   | Greaves Motorsport         | Alex Brundle Alex Buncombe (en) Tom Kimber-Smith         | Zytek Z11SN                                | D     | 338   |
| 32     | LMP2                 | 1   | Greaves Motorsport         | Alex Brundle Alex Buncombe (en) Tom Kimber-Smith         | Nissan VK45DE 4.5L V8                      | D     | 338   |
| 33     | P1                   | 6   | Muscle Milk Pickett Racing | Klaus Graf Lucas Luhr Romain Dumas                       | HPD ARX-03a                                | M     | 334   |
| 33     | P1                   | 6   | Muscle Milk Pickett Racing | Klaus Graf Lucas Luhr Romain Dumas                       | Honda 3.4L V8                              | M     | 334   |
| 34 ABD | LMP2                 | 118 | Murphy Prototypes          | Warren Hughes Jody Firth Brendon Hartley                 | Oreca 03                                   | D     | 330   |
| 34 ABD | LMP2                 | 118 | Murphy Prototypes          | Warren Hughes Jody Firth Brendon Hartley                 | Nissan VK45DE 4.5L V8                      | D     | 330   |
| 35 ABD | P1                   | 20  | Dyson Racing Team          | Tony Burgess Chris McMurry Mark Patterson                | Lola B11/66                                | D     | 322   |
| 35 ABD | P1                   | 20  | Dyson Racing Team          | Tony Burgess Chris McMurry Mark Patterson                | Mazda MZR-R 2.0L I4 Turbo (Butanol)        | D     | 322   |
| 36     | GTC                  | 31  | NGT Motorsport             | Angel Benitez, Jr. Mark Bullitt Jeff Segal               | Porsche 911 GT3 Cup                        | Y     | 318   |
| 36     | GTC                  | 31  | NGT Motorsport             | Angel Benitez, Jr. Mark Bullitt Jeff Segal               | Porsche 4.0L Flat-6                        | Y     | 318   |
| 37 ABD | GTC                  | 24  | Competition Motorsports    | Andrew Davis Michael Avenatti (en) David Calvert-Jones   | Porsche 911 GT3 Cup                        | Y     | 267   |
| 37 ABD | GTC                  | 24  | Competition Motorsports    | Andrew Davis Michael Avenatti (en) David Calvert-Jones   | Porsche 4.0L Flat-6                        | Y     | 267   |
| 38 ABD | GTE Am               | 60  | AF Corse                   | Piergiuseppe Perrazini Marco Cioci Matt Griffin          | Ferrari 458 Italia GT2                     | M     | 232   |
| 38 ABD | GTE Am               | 60  | AF Corse                   | Piergiuseppe Perrazini Marco Cioci Matt Griffin          | Ferrari 4.5L V8                            | M     | 232   |
| 39 ABD | GT                   | 93  | SRT Motorsports            | Tommy Kendall Jonathan Bomarito Marc Goossens            | SRT Viper GTS-R                            | M     | 224   |
| 39 ABD | GT                   | 93  | SRT Motorsports            | Tommy Kendall Jonathan Bomarito Marc Goossens            | SRT 8.0L V10                               | M     | 224   |
| 40 ABD | P2                   | 27  | Dempsey Racing (en)        | Patrick Dempsey Joe Foster Dane Cameron                  | Lola B12/87                                | M     | 220   |
| 40 ABD | P2                   | 27  | Dempsey Racing (en)        | Patrick Dempsey Joe Foster Dane Cameron                  | Judd DB 3.6L V8                            | M     | 220   |
| 41 ABD | GTC                  | 34  | Green Hornet Racing        | Peter LeSaffre Brian Wong Damien Faulkner                | Porsche 911 GT3 Cup                        | Y     | 40    |
| 41 ABD | GTC                  | 34  | Green Hornet Racing        | Peter LeSaffre Brian Wong Damien Faulkner                | Porsche 4.0L Flat-6                        | Y     | 40    |
| DSQ    | P2                   | 37  | Conquest Endurance         | Martin Plowman David Heinemeier Hansson Eric Lux         | Morgan LMP2                                | D     | 391   |
| DSQ    | P2                   | 37  | Conquest Endurance         | Martin Plowman David Heinemeier Hansson Eric Lux         | Nissan VK45DE 4.5L V8                      | D     | 391   |